# ウェスタンデザインセンター
ウェスタンデザインセンター（英: Western Design Center、WDCと略記される）は、アメリカ合衆国アリゾナ州メサにある半導体メーカーである。

## 概要
かつてのモステクノロジー社員であり、MOS 6502の特許権の一部を保有するBill Menschが1978年に設立した。
MOS 65xxベースのマイクロプロセッサやマイクロコントローラ、関連チップ、評価・開発用基板などの開発・販売を行っている。
また、ASICなどに使われるIPコアの設計の請け負いや、ASICや組み込みシステムについてのプロセッサ設計関連のコンサルティングなども行っている。
創業当初よりファブレス体制を取っており、外部ファウンドリである三洋半導体（現オン・セミコンダクター・ホールディングス）やTSMCへ製造を委託している。

## 主な製品

### マイクロプロセッサ

#### W65C02S
1978年に発売された8ビットCPU。
MOS 6502のプロセスをNMOSからCMOSに変更し、命令の追加やバグ修正が行われている。
発売当時はAppleのApple IIe, IIcやエイコーンのBBC Masterなどのパソコン、アタリのAtari Lynxのような家庭用ゲーム機など、多くの製品でCPUとして採用された。
また、モステクノロジー、ロックウェル、NCR、GTE、Synertekといった多くの企業にライセンス供与を行っており、日本でもハドソンがW65C02SをベースにHuC6280を開発し、NECホームエレクトロニクスのPCエンジンやPC-FXなどの家庭用ゲーム機のCPUとして採用された。
2015年現在でも販売が続けられており、主に組み込みシステムなどで使用されている。
提供されているパッケージタイプは、DIP、PLCC、QFPの3種類。

#### W65C816S
1983年に発売された16ビットCPU。
W65C02と互換性を持たせつつ、レジスタの16ビット化やアドレスバスの24ビット化など、多くの機能拡張が行われている。
発売当時はアップルのApple IIGSやエイコーンのAcorn CommunicatorなどのCPUとして採用された。
W65C02と同様、多くの企業にライセンス供与が行われており、日本でもリコーがW65C816Sをベースに開発したRicoh 5A22が任天堂のスーパーファミコンのCPUとして採用された。
2015年現在でも販売が続けられており、主に組み込みシステムなどで使用されている。
提供されているパッケージタイプは、DIP、PLCC、QFPの3種類。

### マイクロコントローラ

#### W65C134S
8ビットマイクロコントローラ。
W65C02SをCPUコアとし、ROM、RAM、UART、I/Oポートコントローラ、タイマー、ウォッチドッグタイマー等を内蔵している。
現在提供されているパッケージタイプは、PLCC、QFPの2種類。

#### W65C265S
16ビットマイクロコントローラ。
W65C816SをCPUコアとし、ROM、RAM、UART、I/Oポートコントローラ、タイマー、ウォッチドッグタイマー等を内蔵している。
現在提供されているパッケージタイプは、PLCC、QFPの2種類。

### 関連チップ

#### W65C21
MOS 6520 Peripheral Interface Adapter (PIA)互換のI/Oポートコントローラ。
現在提供されているパッケージタイプは、DIP、PLCCの2種類。

#### W65C22
MOS 6522 Versatile Interface Adapter (VIA)互換のI/Oポートコントローラ。
現在提供されているパッケージタイプは、DIP、PLCC、QFPの3種類。

#### W65C51
MOS 6551 Asynchronous Communications Interface Adapter (ACIA)互換の通信用チップ。
現在提供されているパッケージタイプは、DIP、PLCC、QFPの3種類。

### 評価・開発用基板
同社のチップを搭載した評価・開発用基板が販売されている。
これらの製品は、USBインターフェースを持ち、パソコンに接続してプログラムの実行やデバッグを行うことができるよう、設計されている。
W65C02SXB
CPUとしてW65C02Sを、I/OポートコントローラとしてW65C21、W65C22、W65C51をそれぞれ搭載している。
W65C816SXB
CPUとしてW65C816Sを、I/OポートコントローラとしてW65C21、W65C22、W65C51をそれぞれ搭載している。
W65C134SXB
W65C134Sを搭載している。
W65C265SXB
W65C265Sを搭載している。
W65C816PXB-X
CPUとしてW65C02SまたはW65C816Sを、I/OポートコントローラとしてW65C21、W65C22、W65C51をそれぞれ搭載している。
ただし、全てのチップを一つのFPGAで実装している。
W65C816PXB-XBSD
CPUとしてW65C02SまたはW65C816Sを、I/OポートコントローラとしてW65C21、W65C22、W65C51をそれぞれ搭載している。
全てのチップは、単体のチップを使用するか、一つのFPGAにて実装されたものを使用するかを選択することができる。
また、Bluetoothモジュール、SDカードスロットも搭載している。
W65C832PXB
CPUとしてW65C02SまたはW65C816Sを、I/OポートコントローラとしてW65C21、W65C22、W65C51をそれぞれ搭載している。
ただし、全てのチップを一つのFPGAで実装している。
また、7セグメントディスプレイ、LCDコネクタ、SATAコネクタ、MICTORコネクタ、T&MTコネクタ、GPIOピンヘッダなども搭載している。

### ソフトウェア
自社製マイクロプロセッサ向けの開発環境として、Cコンパイラ、アセンブラ、リンカ、デバッガ、シミュレータ、インサーキット・エミュレータなどをリリースしている。

### その他
W65C265とW65C22を使用したMensch Computerという名前のコンピュータが販売されている。